# Jeziory Wielkie
Jeziory Wielkie [pronunciación en polaco: /jɛˈʑɔrɨ ˈvjɛlkʲɛ/] es una aldea ubicado en el distrito administrativo de Gmina Zaniemyśl, dentro del condado de Środa Wielkopolska, voivodato de Gran Polonia, en el centro-oeste de Polonia. Se encuentra a unos 6 kilómetros al noroeste de Zaniemyśl, a 13 kilómetros al suroeste de Środa Wielkopolska, y a 28 kilómetros al sureste de la capital regional Poznań.
El pueblo tiene una población de 350 habitantes.